# Aneroid Mountain
Aneroid Mountain je hora ve Wallowa County na severovýchodě Oregonu, ve Spojených státech amerických. 
S nadmořskou výškou 2 957 metrů a prominencí 641 metrů tvoří druhý hlavní vrchol a dominantu pohoří Wallowa Mountains. Leží ve východní části pohoří, v národním lese Wallowa National Forest, jižně od jezera Wallowa Lake.
Aneroid Mountain je devátou nejvyšší horou v Oregonu.